# توني رينو (موسيقي)
توني رينو (بالسويدية: Tony Reno)‏ هو موسيقي سويدي، ولد في 10 فبراير 1963 في داندريد ‏ في السويد.

## وصلات خارجية
- توني رينو على موقع ميوزك برينز (الإنجليزية)
- توني رينو على موقع أول ميوزيك (الإنجليزية)
- توني رينو على موقع ديسكوغز (الإنجليزية)